# 釋智慧
釋智慧，SBS，MBE（1933年—2019年7月13日），俗名潘智遠，曾任香港佛教聯合會第61至63屆會長（第64屆起擔任榮譽會長）、寶蓮禪寺董事會主席、世界佛教僧伽會副會長、新界鄉議局執行委員、大澳鄉事委員會副主席等職務。2005年，他成為寶蓮禪寺第7任住持。2015年退休，由釋淨因接任為寶蓮禪寺第8任住持。釋智慧一生涉足宗教界和政界，曾自認「似公關多過做和尚」。

## 生平
釋智慧生於廣東南海縣西樵山。3歲喪父，5歲隨母來到香港投靠舅父筏可和尚，筏可和尚是寶蓮寺第2任住持。據寺方資料，在抗日期間，釋智慧任大嶼山抗日游擊隊秘密義務通訊員，為游擊隊報告敵軍行動。戰後，釋智慧留在寶蓮寺長大，做放牛、擔水、運柴等工作，曾投考演員及警察皆失敗。30歲時在寶蓮寺出家。1966年，開始出任寶蓮禪寺董事。
1979年，釋智慧組織港澳佛教界代表團訪問北京，恢復內地與港澳中斷了30年的宗教界聯繫，被視為宗教界「破冰之旅」。
寶蓮寺在1980年籌建天壇大佛，釋智慧是工程召集人，以及籌建大嶼山第一所中學——佛教筏可紀念中學。
1990年代起，釋智慧通過中聯辦在中國佛教協會的協助下，先後在內地助建希望學校300多間。
釋智慧參選昂坪村村代表選舉，晉身新界鄉議局。2000年至2011年，任離島區議會區議員。1998年至2008年，任第九屆及第十屆港區全國人大代表。在擔任人大代表的10年時間內，釋智慧往往趁到北京開會時運用其公關技巧，向中國內地官員介紹寶蓮寺。
2002年，港府計劃於昂坪寶蓮寺一帶大興土木，收回寶蓮寺門外地壇一帶土地改建為酒店、購物廊、食肆，並興建昂坪纜車，釋智慧以妨礙僧人清修、破壞佛門清淨地為由極力反對，並宣佈封山7日以示抗議，寶蓮寺和天壇大佛都不對外開放。時任房屋及規劃地政局局長孫明揚由鄉議局主席劉皇發陪同，乘坐直升機到寶蓮寺與他會面，會後釋智慧擺出勝利手勢，宣佈取消封山行動，最終在2年後成功向政府爭取到無償擁有地壇的使用及管理權。
分別於2005年和2006年，在香港迪士尼樂園開幕儀式和昂坪廣場開幕儀式上，釋智慧皆有出席。
2015年1月，香港佛教聯合會舉行新一屆董事會首次會議，通過由寶蓮寺住持釋智慧接任會長，而擔任釋覺光圓寂後第60屆餘下會長任期的首席副會長釋永惺就出任榮譽會長。
2018年2月，香港佛教聯合會選出第64屆董事會會長，僅擔任會長3年的釋智慧以「年事已高」為由放棄連任，轉任榮譽會長，並由執行副會長釋寬運出任會長一職。
2019年7月14日凌晨，寶蓮禪寺於網上發出通告，釋智慧於2019年7月13日下午9時30分住世緣盡，世壽八十六歲。

## 榮譽
- 1990年獲榮譽獎章（BH）
- 1996年獲頒英帝國員佐勳章（MBE）
- 2005年獲銅紫荊星章
- 2015年獲銀紫荊星章